# Гитторф, Иоганн Вильгельм
Иоганн Вильгельм Ги́тторф (нем. Johann Wielhelm Hittorf; 27 марта 1824, Бонн — 28 ноября 1914, Мюнхен) — немецкий физик и химик.
В 1847—1889 годах работал в университете Мюнстера.
Основные работы сделаны Гитторфом в области электрохимии. Изучая процессы прохождения электрического тока через растворы электролитов, установил, что вблизи электродов скорости движения катионов и анионов различны. На основании сделанных экспериментов вычислил числа переноса ионов.
Исследовал спектры горячих газов и прохождение электрического тока через сильно разреженные газы. Для этой цели изобрёл специальный прибор — трубку Гитторфа. Впервые наблюдал катодные лучи и описал их свойства. Открыл одну из полиморфных модификаций фосфора — «фосфор Гитторфа».
В 1851 году впервые провёл количественные измерения зависимости проводимостей полупроводников (сульфидов меди и серебра) от температуры, пытался объяснить выявленный необычный рост электролитическими процессами.